# 東中山站
東中山站（日语：／ Higashi-Nakayama eki */?）是位於日本千葉縣船橋市東中山，屬於京成電鐵本線的鐵路車站。車站編號是KS19。

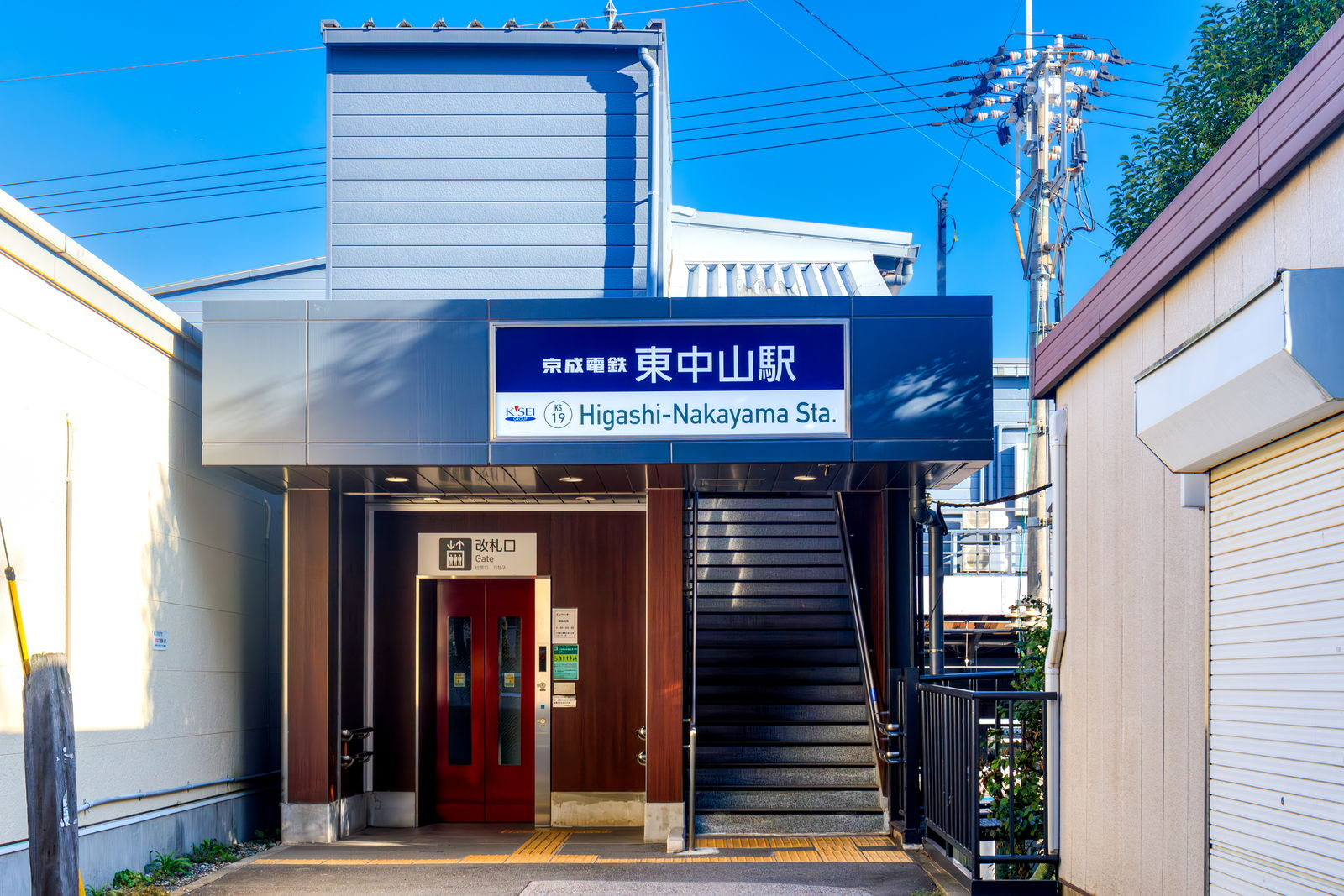
南口（2024年11月）

## 歴史
本站前身是1935年（昭和10年）設置的臨時車站中山競馬場前站，1953年（昭和28年）升格為正式站東中山站。在1978年（昭和53年）日本國有鐵道（國鐵）武藏野線船橋法典站開業以前，本站是前往中山競馬場的最近車站，停靠付費列車以外的所有列車。
1985年（昭和60年），通勤特急（第2代，僅早晨傍晚運行）不停靠本站，1991年（平成3年）與京成小岩站從特急停靠站降格。之後僅停靠急行（現在的快速）與普通列車。但在競馬場舉行比賽時，部分特急列車會增停本站。

### 年表
- 1935年（昭和10年）10月4日 - 臨時站中山競馬場前車站啟用。
- 1953年（昭和28年）9月11日 -  正式站東中山站啟用。
- 1960年（昭和35年）12月14日 - 都營地下鐵淺草線開始有列車直通運轉至本站，而押上站至本站為全日本最早有提供與地下鐵路段之直通運轉列車服務路段。

## 車站構造
本站是島式月台2面4線的地面車站，並設有跨站式站房。本站為站長配置站，也是市川真間站至京成津田沼站間唯一可進行待避的車站。往成田方向設有拖上線。
| 月台 | 路線     | 方向 | 目的地                                     |
| ---- | -------- | ---- | ------------------------------------------ |
| 1、2 | 京成本線 | 下行 | 日暮里、上野、押上、 淺草線、 京急本線方向 |
| 3、4 | 京成本線 | 上行 | 船橋、成田機場、千葉方向                   |

## 使用情況
2016年度1日平均上下車人次為6,812人，京成線內69個車站當中排行第44位。
近年1日平均上下、上車人次推移如下表。
| 年度               | 1日平均 上下車人次 | 1日平均 上下車人次 | 1日平均 上車人次 | 1日平均 上車人次 |
| ------------------ | ------------------ | ------------------ | ---------------- | ---------------- |
| 1998年（平成10年） |                    |                    | 4,278            | [ 5 ]            |
| 1999年（平成11年） |                    |                    | 4,143            | [ 6 ]            |
| 2000年（平成12年） |                    |                    | 4,127            | [ 7 ]            |
| 2001年（平成13年） |                    |                    | 3,985            | [ 8 ]            |
| 2002年（平成14年） |                    |                    | 3,975            | [ 9 ]            |
| 2003年（平成15年） | 7,296              | [ 10 ]             | 3,869            | [ 11 ]           |
| 2004年（平成16年） | 7,866              | [ 12 ]             | 3,902            | [ 13 ]           |
| 2005年（平成17年） | 7,867              | [ 14 ]             | 3,917            | [ 15 ]           |
| 2006年（平成18年） | 7,907              | [ 16 ]             | 3,925            | [ 17 ]           |
| 2007年（平成19年） | 7,792              | [ 18 ]             | 3,892            | [ 19 ]           |
| 2008年（平成20年） | 7,627              | [ 20 ]             | 3,812            | [ 21 ]           |
| 2009年（平成21年） | 7,340              | [ 22 ]             | 3,670            | [ 23 ]           |
| 2010年（平成22年） | 7,081              | [ 24 ]             | 3,545            | [ 25 ]           |
| 2011年（平成23年） | 6,960              | [ 26 ]             | 3,464            | [ 27 ]           |
| 2012年（平成24年） | 6,972              | [ 28 ]             | 3,469            | [ 29 ]           |
| 2013年（平成25年） | 6,964              | [ 30 ]             | 3,470            | [ 31 ]           |
| 2014年（平成26年） | 6,687              |                    |                  |                  |
| 2015年（平成27年） | 6,836              |                    |                  |                  |
| 2016年（平成28年） | 6,812              |                    |                  |                  |

## 車站周邊

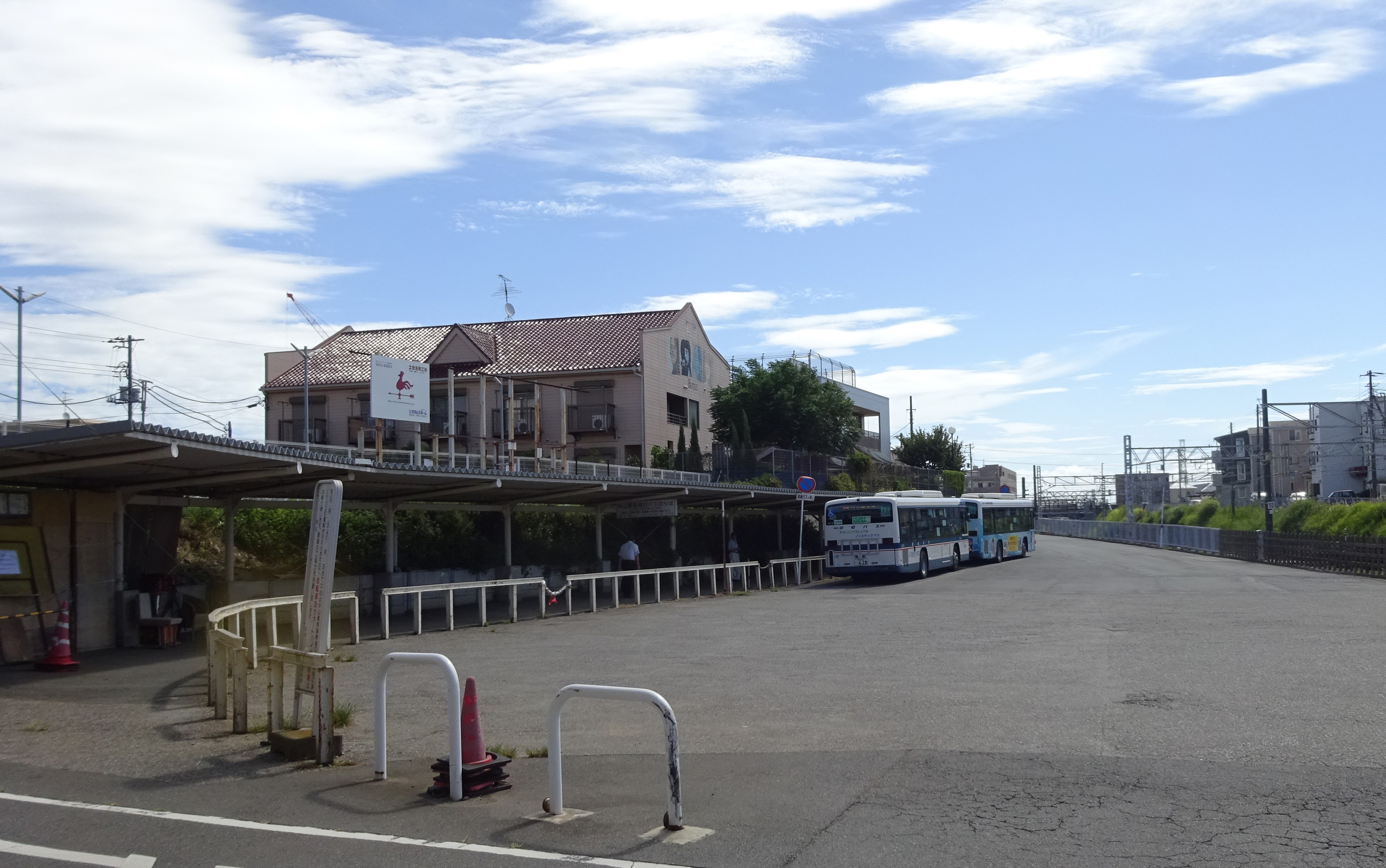
北口巴士總站（2018年9月）

- 中山競馬場 - 步行20分鐘左右。比賽日與場外發售日會開設臨時接駁巴士。
- 東明寺（日语：東明寺 (船橋市)）
- 東中山站前郵便局

## 其他
由於本站可供列車折返，在事故等因素造成區間中斷時，可改開本站折返的班次。過去曾有以下定期列車以本站為起迄站。
都營淺草線直通往東中山列車
與東京都交通局直通運轉開始時，雙方協議的京成行駛區間是至東中山為止，無法與高需求的船橋方向直通運轉，因此京成將自己運行的直通列車在東中山以不同列車的名義繼續前往船橋方向，如同擴大直通區間。被稱作「喬裝」列車。
不同於上述的「喬裝」列車，直通淺草線的東中山折返列車（各站停車）行駛至1980年代為止。
早晨尖峰時刻的上行特急（之後的急行）往東中山列車（通稱「區間特急」與「區間急行」）
由於許多成田方向往東京方向的通勤族選擇在京成船橋站轉船橋站搭乘JR線，為了對抗而開設的八千代台站始發特急列車（降格急行後改在京成佐倉站發車），在1996年東葉高速鐵道通車後取消。

## 圖片

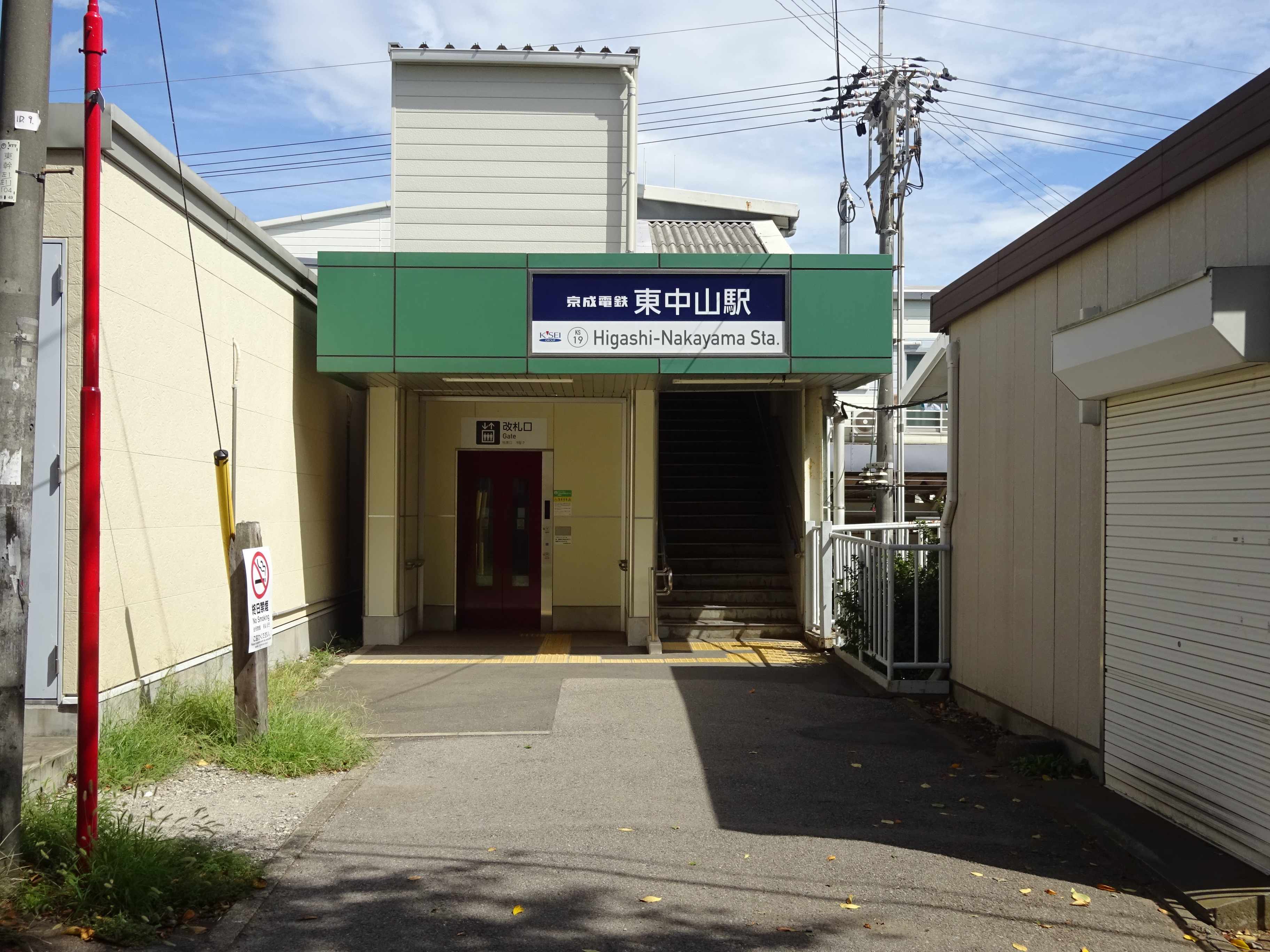
南口（2018年9月）
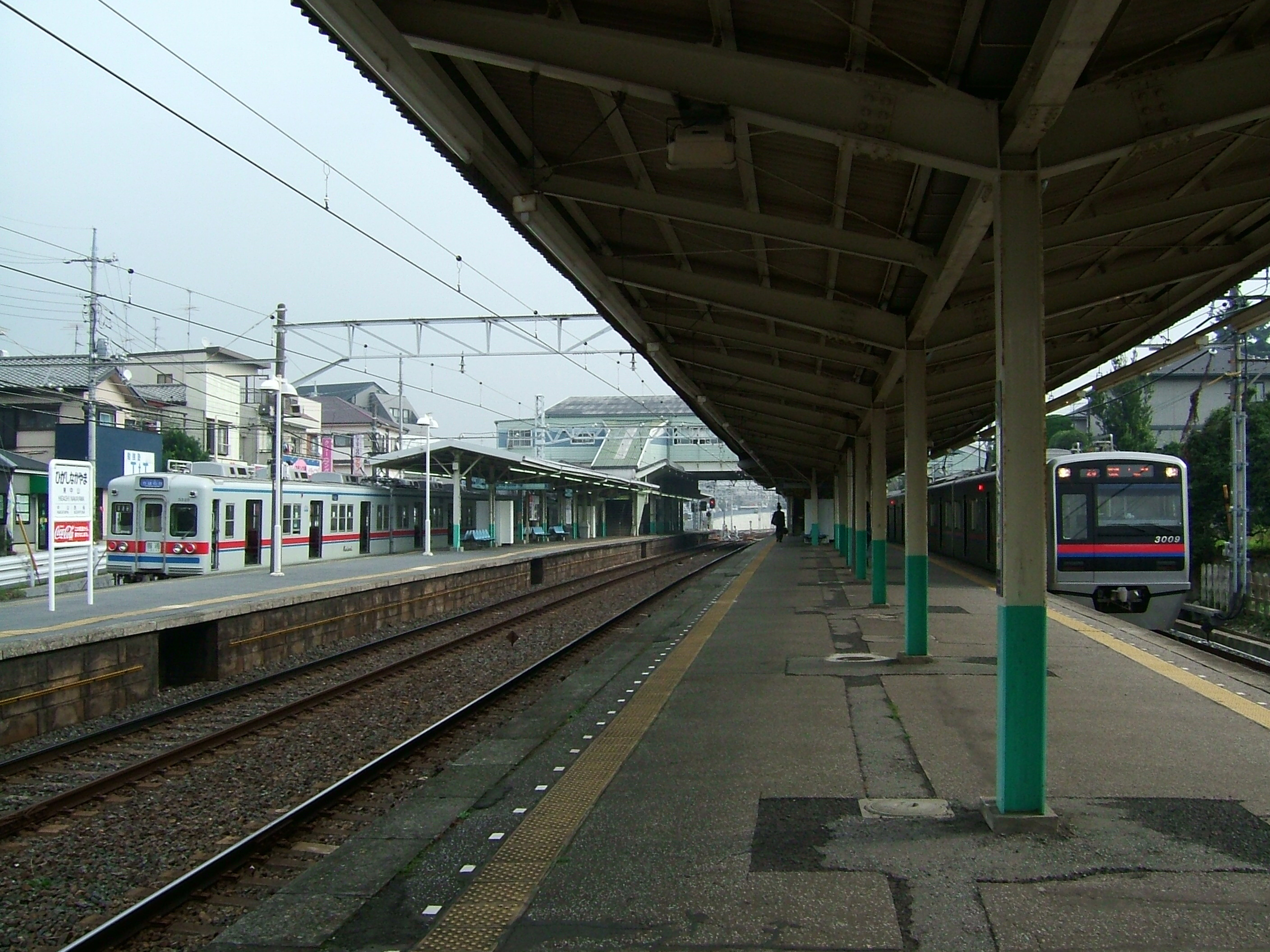
月台（2004年11月）
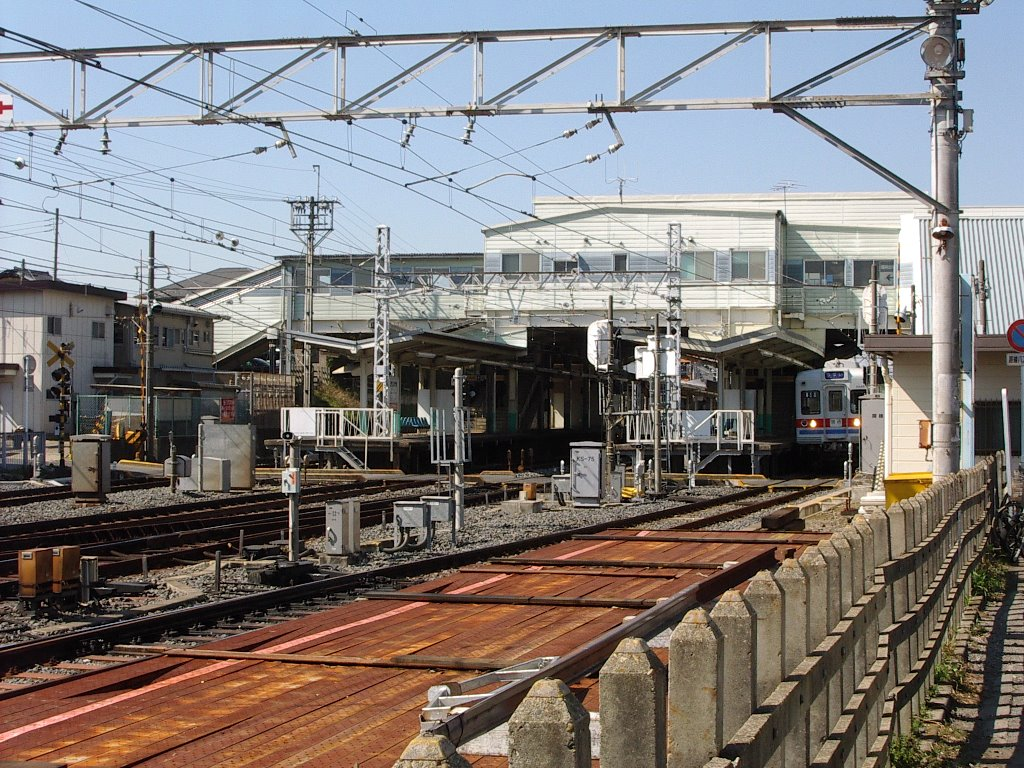
全景（2007年2月）
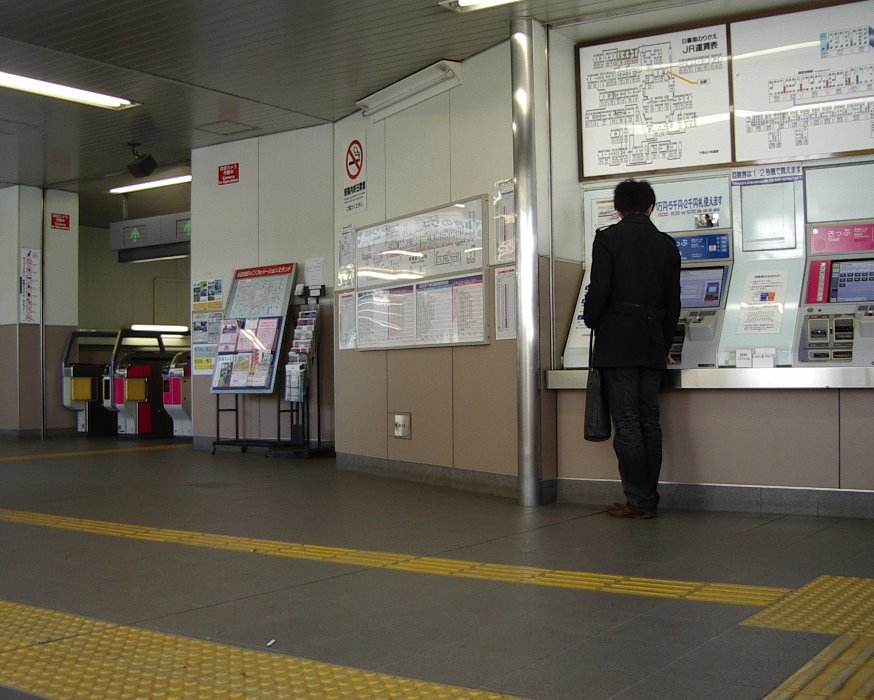
檢票口（2007年2月）

## 相鄰車站
京成電鐵
 本線
■快速特急、■特急、■通勤特急
通過
■快速
京成八幡（KS16）－東中山（KS19）－京成船橋（KS22）
■普通
京成中山（KS18）－東中山（KS19）－京成西船（KS20）

## 外部連結
- 東中山｜電車與車站資訊｜京成電鐵
- 東中山站PDF - 京成電鐵